# Hexatoma perhirsuta
Hexatoma perhirsuta är en tvåvingeart som beskrevs av Alexander 1973. Hexatoma perhirsuta ingår i släktet Hexatoma och familjen småharkrankar. Inga underarter finns listade i Catalogue of Life.